# Franz Stegmann (Maler)
Franz Stegmann (* 16. September 1831 in Gandersheim; † 18. April 1892 in Düsseldorf) war ein deutscher Architekturmaler der Düsseldorfer Schule.

## Leben
Stegmann war Sohn eines Obergerichtsadvokaten im Herzogtum Braunschweig. Zunächst studierte er bis 1853 drei Jahre Architektur auf dem Collegium Carolinum in Braunschweig. 1854 wechselte er zur Malerei und besuchte die Akademien in Brüssel (1854 bei Charles Augustin Wauters), München (1855–1857). Der Kunstverein München verzeichnete ihn 1855 als sein Mitglied. Nach 1857 kam Stegmann nach Düsseldorf, wo er sich niederließ und dem Künstlerverein Malkasten angehörte.
Stegmann unternahm Studienreisen, etwa nach Italien, Frankreich und in die Niederlande. An Ausstellungen in Berlin, Hannover und Düsseldorf nahm er teil. Auch als Fotograf war er tätig. Im Alter von 60 Jahren starb er nach längerem Leiden in Düsseldorf.

## Werk
Stegmanns Spezialität waren Architekturstücke, die er feinmalerisch und detailreich ausführte. Sowohl Veduten als auch Innenansichten, insbesondere von Gotteshäusern, sind erhalten, die eine spätromantische Kunstauffassung zeigen. Zu den Architekturdarstellungen, die die zeitgenössische Kritik hervorhob, zählt auch eine Darstellung der Rotunde der Weltausstellung 1873 in Wien.

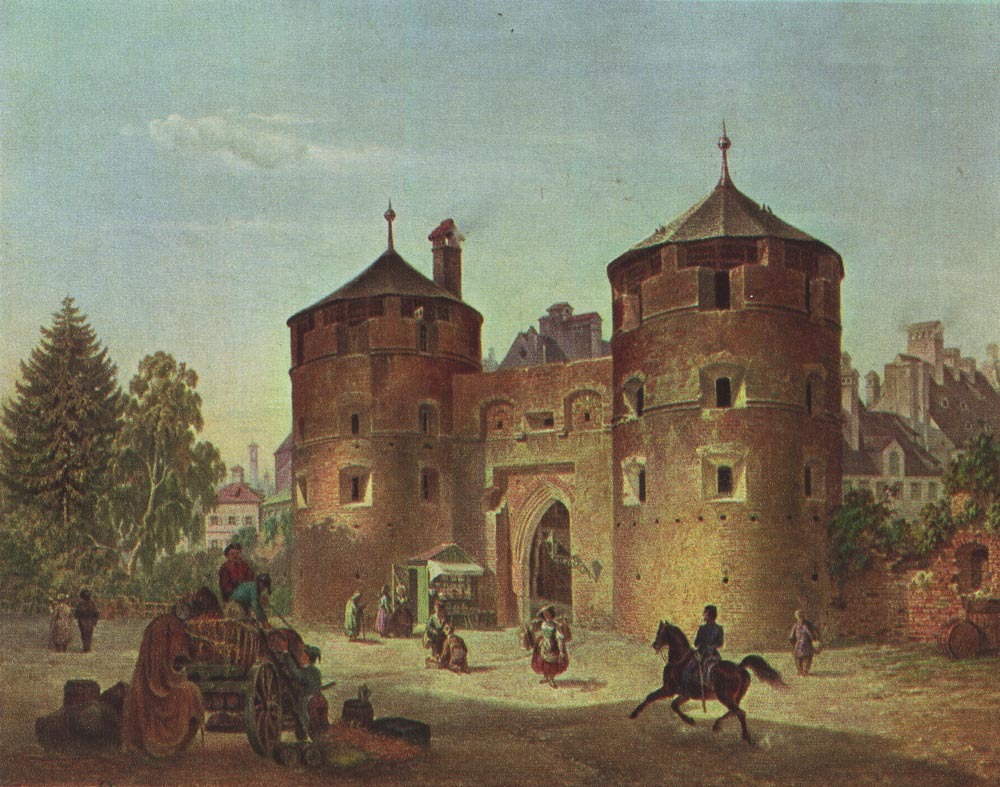
Angertor, 1856
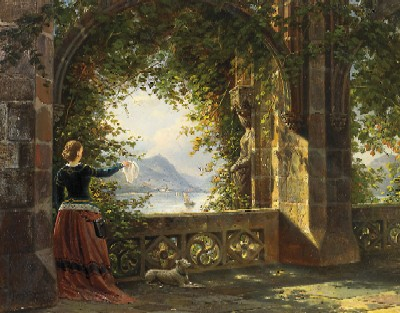
Der Abschied, 1878
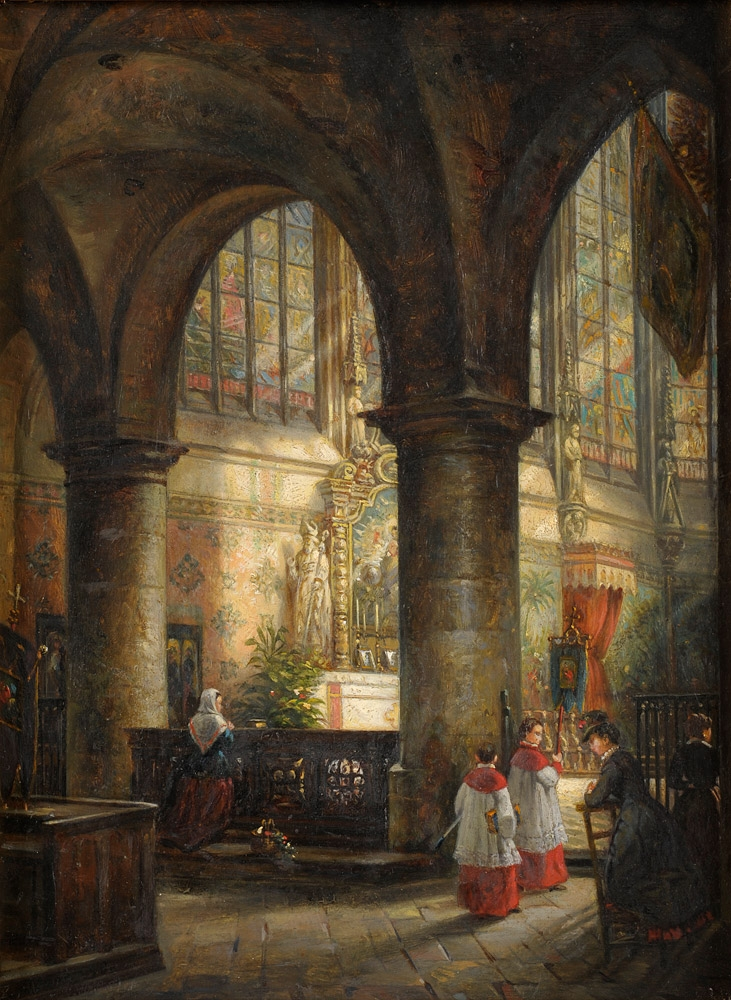
Im Chor des Doms zu Aachen, 1890